# Straßenbahn Marienbad

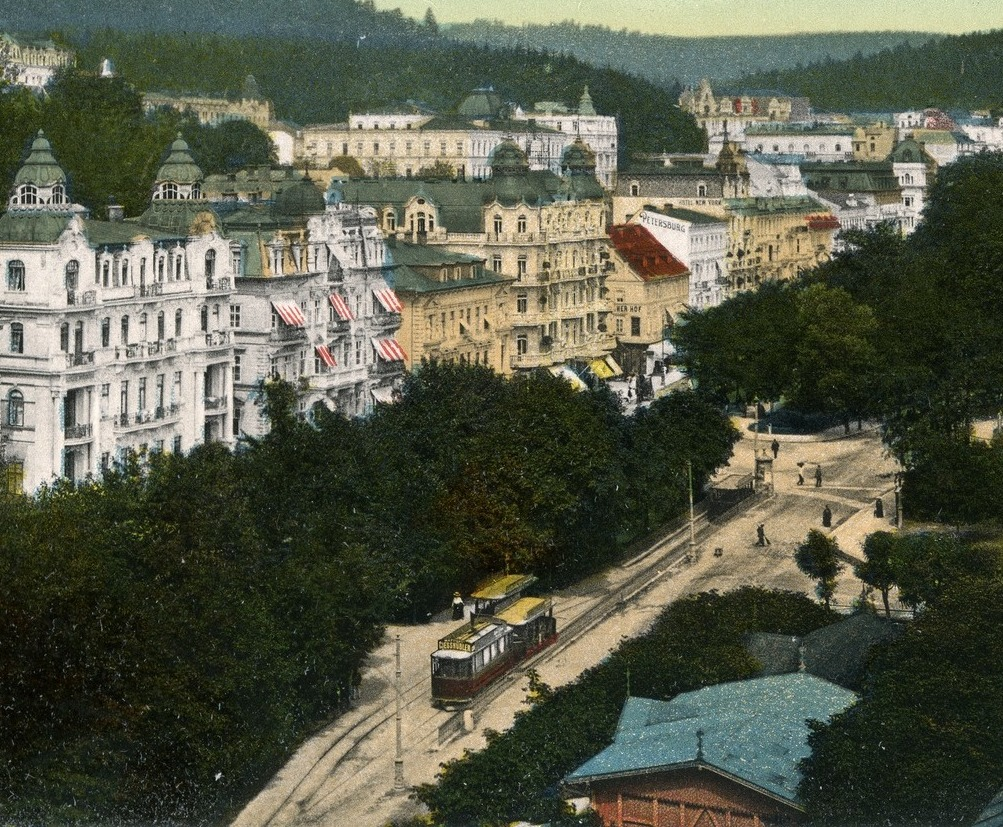
Straßenbahn auf der Kaiserstraße, 1912

Die Straßenbahn Marienbad verband von 1902 bis 1952 die Innenstadt von Marienbad (tschechisch: Mariánské Lázně) mit dem Bahnhof. Sie wurde anfangs vom Verkehrsunternehmen Elektrische Stadtbahn Marienbad betrieben.

## Geschichte

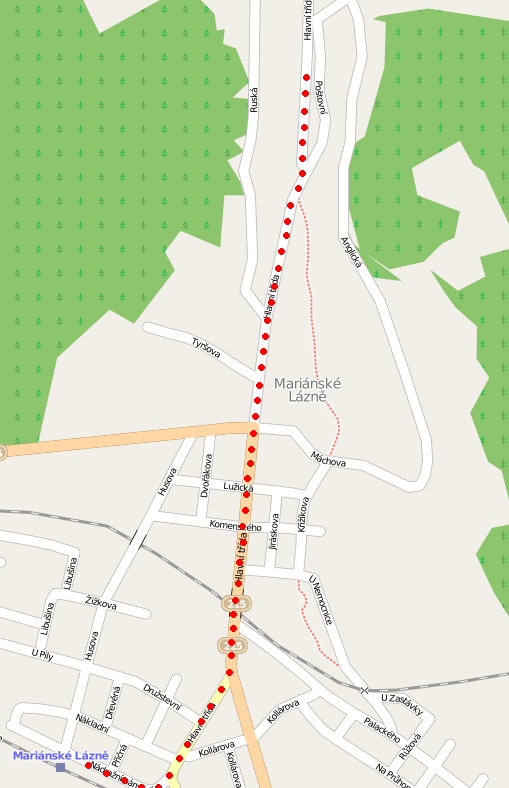
Straßenbahn in Marienbad, 1950

### Anfänge
Durch die 1872 eröffnete Kaiser-Franz-Josephs-Bahn erhielt Marienbad seinen ersten Eisenbahnanschluss. Allerdings war der Bahnhof ähnlich wie in Iglau und Olmütz relativ weit vom Stadtzentrum entfernt. Anfangs sorgten Pferdeomnibusse der einzelnen Hotels für die Verbindung zum Bahnhof, deren Kapazitäten aber schon bald nicht mehr ausreichten.
Zunächst wurde der Bau einer Pferdebahn in Erwägung gezogen, aber gegen Ende des 19. Jahrhunderts wurde vom Budapester Unternehmen Ganz der Bau einer elektrischen Bahn angeboten. 1901 begannen die Bauarbeiten. Mit Kundmachung vom 26. April 1902 des k.k. Eisenbahnministeriums in Wien wurde der Stadtgemeinde Marienbad die Konzession zum Bau einer mit elektrischer Kraft zu betreibenden schmalspurigen Kleinbahn erteilt.

### Betrieb

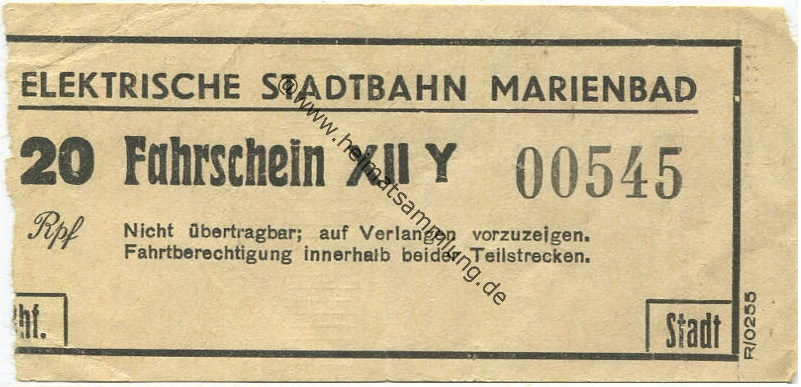
Fahrschein zu 20 Reichspfennig aus der deutschen Zeit

Die Straßenbahn wurde am 12. Mai 1902 in Betrieb genommen. Die meterspurige Strecke verband den Bahnhof mit dem Stadtzentrum. Es handelte sich um eine eingleisige Strecke mit drei Ausweichstellen. Ein kleiner Betriebshof befand sich unmittelbar am Bahnhof und wurde über ein 200 Meter langes Betriebsgleis angefahren.
Zwischen dem Ersten Weltkrieg und dem Zweiten Weltkrieg wurde mehrmals über eine Verlängerung der Strecke verhandelt; die aber nicht realisiert wurde. Nach dem Zweiten Weltkrieg entschloss man sich, den Straßenbahnbetrieb aufzugeben, denn auf der dringend reparaturbedürftigen Strecke waren stark veraltete Fahrzeuge unterwegs. Stattdessen sollte ein modernes Verkehrsmittel zum Einsatz kommen. So verkehrte die Marienbader Straßenbahn am 26. April 1952 zum letzten Mal und wurde durch den bis heute existierenden Oberleitungsbus Marienbad ersetzt. Die Straßenbahngesellschaft wurde zum 31. Dezember 1952 aufgelöst.
Nach Einstellung des Straßenbahnbetriebs in Český Těšín war Marienbad die Stadt mit dem kleinsten Straßenbahnbetrieb der Tschechoslowakei.

## Fahrzeuge
Zu Beginn des Fahrbetriebs standen vier kleine Triebwagen und zwei offene Beiwagen des Unternehmens Ganz aus Budapest zur Verfügung. Aber schon 1903 wurden von der Firma Ringhoffer, aus der später ČKD Tatra hervorging, zwei größere Triebwagen und zwei weitere offene Beiwagen gekauft. Eine weitere Vergrößerung des Fuhrparks brachte das Jahr 1931, als zwei moderne Motorwagen der Waggonfabrik in Česká Lípa erworben wurden.
Insgesamt kamen in Marienbad acht Triebwagen und vier Beiwagen zum Einsatz. Nach dem Zweiten Weltkrieg wurden drei der Triebwagen zu Beiwagen umgebaut.